# Густинська вулиця (Прилуки)
Вулиця Густинська — вулиця Прилук, розташована в північній частині міста, в Заудаївському мікрорайоні міста. До 1934 року не мала назви. Перша назва — Комінтерну.

## Назва
Вулиця носить назву села, в яке вона веде — Густиня. До 1934 року в народі називалася Густинський шлях.

## Розташування
Бере свій початок з перетину вулиць Фабричної, Сорочинської і Незалежності і врешті переходить в автодорогу Т-25-24. На своєму шляху перетинає вулиці:
- Межева вулиця
- вулиця Петра Дорошенка
- вулиця Боброва
- Густинський в'їзд
- Замостянська вулиця

## Будівлі, споруди, місця
Густинська вулиця має переважно приватну забудову. На цій вулиці розміщується невелика садиба Д. А. Льодіна, побудована в стилі модерн кінця XIX — початку XX століття.

## Транспорт
Автобусний рух на ділянці від вулиці Боброва до сіл Замістя і Горова Білещина. Маршрути: 4, 4а, 8.